# Can Casadevall (Palafrugell)
Can Casadevall és una obra de Palafrugell (Baix Empordà) protegida com a Bé Cultural d'Interès Local.

## Descripció
Gran casa unifamiliar entre mitgeres de tres eixos. Té planta baixa, pis i golfes. La porta se situa entre dues finestres. Al pis hi ha una finestra entre dos balcons i a les golfes, tres obertures quadrangulars. Presenta grans llindes monolítiques i brancals de pedra ornamentals simulant carreus. A les llindes dels finestrals de la planta baixa hi ha decoració geomètrica. A la llinda del portal hi trobem la inscripció: 18 F C.66. Els extrems de la façana són remarcats amb faixes verticals i a la part superior hi ha una motllura decorativa. L'immoble està coronat per una cornisa.
L'interior ha conservat la distribució espacial. Trobem pintures murals a algunes estances.

## Història
En aquesta casa, al segle xix, hi visqué el pintor Leopold Casadevall. Fou deixeble dels Madrazo a Madrid. El darrer propietari de la casa, també de la família Casadevall, fou pintor.
Aquesta casa també fou ocupada pel pianista i compositor Amadeu Roig.
Part de l'arxiu de la casa es conserva a l'arxiu municipal de Palafrugell.